# Ботафого (футбольный клуб, Федеральный округ)
«Ботафого» (порт.-браз. Associação Botafogo Futebol Clube (Distrito Federal)) — бразильский футбольный клуб представляющий Федеральный округ. В 2010 году клуб выступал в Серии D Бразилии.

## История
Клуб основан 14 июля 2004 года, под именем «Эспортиво Гуара́», своё нынешние название носит с 14 июля 2009 года. Домашние матчи проводит на арене «КАВЕ», вмещающей 7 000 зрителей. Главным достижением «Ботафого» является второе место в чемпионате Федерального округа в 2007 году. В 2010 году клуб пробился в Серию D чемпионата Бразилии, хотя ещё за год до того пребывал во втором дивизионе чемпионата Федерального Округа (вице-чемпион турнира, благодаря чему вернулся в элитный дивизион).

## Достижения
- Вице-чемпион Лиги Бразилиенсе (1): 2007
- Чемпион 2 дивизиона Лиги Бразилиенсе (1): 2006